# Эскадренные миноносцы типа «Акацуки»
Тип «Акацуки» — серия японских эскадренных миноносцев периода Второй мировой войны. Эти корабли были развитием эсминцев типа «Фубуки».
Корабли типа «Акацуки» отличались от предшественников немного меньшими размерами и водоизмещением, наличием трёх котлов вместо четырёх.

## Терминология
Эскадренные миноносцы типа «Фубуки» строились сериями по десять кораблей в каждой и в самой Японии именовались «эсминцами специального типа», вне зависимости от серии. Аналогично принадлежащими третьей серии (подтип «Акацуки») типа «Фубуки» считают эти четыре корабля и некоторые неяпонские авторы. Однако в справочнике Конвея и у Патянина третья серия выделена в отдельный тип «Акацуки», этой терминологии придерживается так же информационный ресурс combinedfleet.com.

## Технические характеристики
Водоизмещение: стандартное 1680 т (у предшественника — «Фубуки» — 1750 т), нормальное 1980 т.
Длина — 118,4 м, по ватерлинии — 113,3 м. Ширина 10,36 м. Осадка 3,28 м. На кораблях типа «Акацуки» устанавливались 3 котла «Кампон», 2 ТЗА «Кампон» мощностью 50000 л. с., которые позволяли развивать скорость в 38 узлов (70 км/ч). Запас топлива составлял 475 т, дальность плавания — 5000 миль на экономичной скорости в 14 узлов. Экипаж: 197 человек.

### Вооружение
Артиллерия: шесть 127-мм орудий в трёх двухорудийных башнях, два 13-мм пулемёта, после модернизации корабли получили до двадцати восьми 25-мм автоматов. Торпедно-минное вооружение: девять 610-мм торпедных аппаратов, 18 мин. Противолодочное вооружение: 14 глубинных бомб.

## Представители
| Название                 | Номер | Судоверфь       | Закладка        | Спуск на воду   | Вступление в строй | Судьба                                             |
| ------------------------ | ----- | --------------- | --------------- | --------------- | ------------------ | -------------------------------------------------- |
| Акацуки (яп. 暁 заря)    | 55    | СКК, Сасэбо     | 17 февраля 1930 | 7 мая 1932      | 30 ноября 1932     | потоплен американским кораблем 30 ноября 1942      |
| Хибики (яп. 響 эхо)      | 56    | ММК, Майдзуру   | 21 февраля 1930 | 16 июня 1932    | 31 марта 1933      | передан СССР 5 июля 1947, пущен на слом в 1953     |
| Икадзути (яп. 雷 гром)   | 57    | Урага, Йокосука | 7 марта 1930    | 22 октября 1931 | 15 августа 1932    | потоплен подводной лодкой «Хардер» 14 апреля 1944  |
| Инадзума (яп. 電 молния) | 58    | Осака           | 25 июля 1931    | 3 апреля 1932   | 29 декабря 1932    | потоплен американской подводной лодкой 14 мая 1944 |

## История службы
Все эсминцы типа «Акацуки» участвовали во вторжении в Малайю и в Голландскую Ост-Индию. В сражении в Яванском море в 1942 году британский крейсер «Эксетер» был добит эсминцем «Инадзума».
Участвовали в битве за Мидуэй, сражении за Гуадалканал.
30 ноября 1942 «Акацуки», «Икадзути» и «Инадзума» участвовали в бою в проливе Железное Дно. В ходе боя японскими кораблями были потоплены американский крейсер «Атланта» и четыре эсминца. Японская эскадра потеряла два эсминца, в том числе «Акацуки».
Эсминец «Хибики» 5 апреля 1947 года был передан Советскому Союзу в качестве репараций и получил имя «Верный». Вооружения он не имел, так как имеющееся, за пару лет до того было полностью спилено газовыми горелками. В течение года стоял у причала в ожидании одобрения на перевооружение советским оружием. За неимением места на верфях, сложностью переделок и грядущим пополнением флота новыми эсминцами, одобрения на перестройку из Москвы не было получено, и 5 июля 1948 года эсминец был переведен в разряд судов флота, став плавказармой и получив новое название: «Декабрист». Вооружение: 1 пулемет. Находился в резерве. Был снят с вооружения 20 февраля 1953 года и передан в фонд ОМС для утилизации. После чего вытащен в море к мысу Карамзина и в 70-е годы уничтожен в качестве мишени на учениях. Обломки эсминца «Хибики» доступны к осмотру с аквалангом, и в интернете существует достаточно фотографий с ними.